# Zuführung (Rechnungswesen)
Unter Zuführung (auch Dotierung) (englisch addition, increase) versteht man im Rechnungswesen die Erhöhung von Rücklagen und Rückstellungen in der Bilanz.

## Allgemeines
Bei Rücklagen und Rückstellungen ist die Zuführung eines der Veränderungsinstrumente dieser Bilanzpositionen. Neben Zuführungen gibt es bei diesen Bilanzpositionen noch die Inanspruchnahme (wenn die Rücklage/Rückstellung für den vorgesehenen Zweck verbraucht wird) und die Auflösung (wenn die Rücklage/Rückstellung nicht mehr benötigt wird). Die Auflösung von Rücklagen ist bilanzrechtlich nur in wenigen Fällen statthaft. Auf der Aktivseite der Bilanz bestehen beim Anlage- und Umlaufvermögen als Pendants die Begriffe Zugang und Abgang.

## Bildung von Zuführungen
Zuführungen erhöhen die Bilanzpositionen der Rücklagen und Rückstellungen. Beide Erhöhungen dieser Bilanzpositionen der Passiva erfolgen aus der Gewinn- und Verlustrechnung. Während die Zuführung zu den Rückstellungen einen betrieblichen Aufwand darstellt, ist die Zuführung zu den Rücklagen eine Gewinnverwendung, denn Zuführungen zu den Gewinnrücklagen müssen nach § 275 Abs. 4 HGB nach dem Posten „Jahresüberschuss“ ausgewiesen werden. Die Zuführung zu den Rückstellungen ist das Ergebnis einer kaufmännischen Entscheidung, dass ein bestimmter Sachverhalt mit überwiegender Wahrscheinlichkeit zu einer späteren Verbindlichkeit führen wird. Zuführungen zu Rücklagen geschehen durch gesetzlichen Zwang (§ 150 Abs. 1 AktG) oder freiwillig.

## Positive und negative Zuführung
Erhöht sich die Rücklage oder Rückstellung, so spricht man auch von einer positiven Zuführung, verringern sie sich, wird auch zuweilen von einer negativen Zuführung (Auflösung) gesprochen.

## Wirtschaftliche Aspekte
Zuführungen zu Pensionsrückstellungen sind nicht mit Auszahlungen verbunden und deshalb ein Aufwand, aber keine Kosten. Zuführungen können bei den Pensionsrückstellungen einen Finanzierungseffekt in Form der Eigenfinanzierung auslösen. Sind noch keine Pensionen zu zahlen oder entsprechen die Pensionszahlungen den Zuführungen in derselben Rechnungsperiode, gibt es noch keinen Finanzierungseffekt; sind die Pensionszahlungen geringer als die Zuführungen, verbleiben dem Unternehmen die angesammelten Mittel als langfristige Finanzierung. Es werden Mittel im Unternehmen gebunden, die ansonsten an die Anteilseigner ausgeschüttet worden wären. Ein weiterer Finanzierungseffekt ergibt sich dadurch, dass über die Pensionsrückstellungen in der Steuerbilanz Steuerzahlungen vermieden bzw. aufgeschoben werden, die ebenfalls im Unternehmen verbleiben und produktiv eingesetzt werden können. Die Zuführungen zu Pensionsrückstellungen erfolgen nicht willkürlich, sondern folgen einem versicherungsmathematisch-biometrischen Gutachten, etwa den weit verbreiteten Heubeck-Tafeln.  